# Kaposmérő
Kaposmérő é um município da Hungria, situado no condado de Somogy. Tem 13,98 km² de área e sua população em 2019 foi estimada em 2.433 habitantes.